# Emthanjeni
Emthanjeni (officieel Emthanjeni Local Municipality) is een gemeente in het Zuid-Afrikaanse district Pixley ka Seme.
Emthanjeni ligt in de provincie Noord-Kaap en telt 42.356 inwoners.

## Hoofdplaatsen
Emthanjeni is op zijn beurt nog eens verdeeld in 16 hoofdplaatsen (Afrikaans: nedersettings) en de hoofdstad van de gemeente is de hoofdplaats De Aar.
- Barcelona
- Britstown
- De Aar
- Hanover
- Happy Valley
- Kareenville
- Leeuwenhof
- Louisville
- Mziwabantu
- New Bright
- Nompumelelo
- Nonzwakazi
- Proteaville
- Rantsig
- Sunrise
- Waterdale